# Petr Kraus
Petr Kraus (* 10. listopadu 1966) je český manažer a podnikatel, pravomocně odsouzený švýcarským soudem pro podvod a praní špinavých peněz v souvislosti s privatizací společnosti Mostecká uhelná.

## Podnikání
V roce 1994 stál spolu s Antonínem Koláčkem u zrodu společnosti Newton Media a Newton Financial Management Group, která se zabývala obchodováním na finančních trzích a souvisejícím poradenstvím. V roce 2004 založil soukromou vysokou školu NEWTON College, a. s., také působil jako člen její dozorčí rady.

## Kauza Mostecká uhelná
Petr Kraus je veřejně známý zejména pro svoji roli v procesu ovládnutí Mostecké uhelné společnosti. Úzkou spolupráci s MUS ukončil v roce 2002. V důsledku obvinění ve Švýcarsku a opětovného otevření případu českými úřady v roce 2012 mu byly obstaveny běžné účty a zablokován majetek, včetně rodinného domu, v němž bydlel.

### Odsouzení pro podvod a praní špinavých peněz ve Švýcarsku
V říjnu 2013 jej švýcarský soud v Bellinzoně uznal vinným z trestných činů podvodu a praní špinavých peněz, které měl spáchat při odkupu menšinového podílu MUS společností Appian od české vlády v roce 1999, za což byl nepravomocně odsouzen k trestu 16 měsíců odnětí svobody.
V prosinci 2017 švýcarská nejvyšší soudní instance odmítla jeho odvolání.

### Postoje a komentáře Petra Krause ke kauze
Kraus od začátku vyšetřování argumentuje tím, že manažeři MUS se údajně nemohli dopustit žádných protizákonných kroků, protože prý nedocházelo k žádnému zatajování, které by porušovalo tehdejší platné zákony, natož trestní zákony České republiky. O kauze, kdy je již poněkolikáté policií prošetřován prodej Mostecké uhelné společnosti, prohlásil mimo jiné i: „Toto je spor o podobu české transformace. To je spor, který nepatří do pracoven prokurátorů, ale patří na konference a do veřejného prostoru, jako diskuse o tom, jestli to tak mělo, nebo nemělo být.“